# Waller Hills
Die Waller Hills sind eine Gruppe von Felsvorsprüngen im ostantarktischen Mac-Robertson-Land. Sie ragen nördlich des Rofe-Gletschers im nördlichen Teil des Mawson Escarpment auf.
Australische Kartographen kartierten sie anhand von Luftaufnahmen, die 1956, 1958, 1960 und 1973 bei den Australian National Antarctic Research Expeditions entstanden. Das Antarctic Names Committee of Australia benannte sie nach dem australischen Diplomaten John Keith Waller (1914–1992), stellvertretender Sekretär des Department of External Affairs von 1953 bis 1957.